# Lijst van burgemeesters van Westerschouwen
Dit is een lijst van burgemeesters van de voormalige Nederlandse gemeente Westerschouwen vanaf het ontstaan bij de fusie van de gemeenten Burgh, Haamstede, Noordwelle, Renesse en Serooskerke totdat het op 1 januari 1997 opging in de gemeente Schouwen-Duiveland.
| Ambtsperiode | Naam burgemeester                        | Partij of stroming | Bijzonderheden                                                                             |
| ------------ | ---------------------------------------- | ------------------ | ------------------------------------------------------------------------------------------ |
| 1961 - 1963  | jhr. Reinier Johan Hendrik Quirijn Röell | CHU                | vanaf 1931 (met onderbreking tijdens de Tweede Wereldoorlog) al burgemeester van Haamstede |
| 1964 - 1979  | H.P. Everwijn                            | VVD                | was burgemeester van Zuidzande                                                             |
| 1979 - 1991  | Jo (J.L.) Niemantsverdriet-Leenheer      | VVD                |                                                                                            |
| 1991 - 1996  | Harm Tees                                | VVD                | was burgemeester van Oosterbroek, werd waarnemend burgemeester van Vledder                 |